# Авиценнит
Авиценнит (в честь Авиценны) — минерал, оксид таллия (Tl2O3). Габитус кубический. Спайность несовершенная. Цвет буровато- или серовато-чёрный. Блеск сильный, металловидный. Твёрдость 1,5—2,5. Удельный вес 8,9 (измеренный), 10,34 (расчётный).
Впервые найден около Самарканда (Узбекистан) в 1958 году.

## Генезис
Распространён в зонах окисления Fe-карбонатных жил.